# اشتباه فهمیدن (آلبوم)
اشتباه فهمیدن اولین آلبوم استودیویی توسط رپر آمریکایی یانگ بانز است. این آلبوم در ۲۴ ژوئیه ۲۰۱۹  و  از طریق بنیاد رسانه منتشر شد. 